# Iris Mountbatten
Lady Iris Mountbatten (Iris Victoria Beatrice Grace Mountbatten, Londres, 13 de janeiro de 1920 — Toronto, 1 de setembro de 1982) foi uma atriz, modelo e socialite e membro da família real britânica.

## Família e início de vida

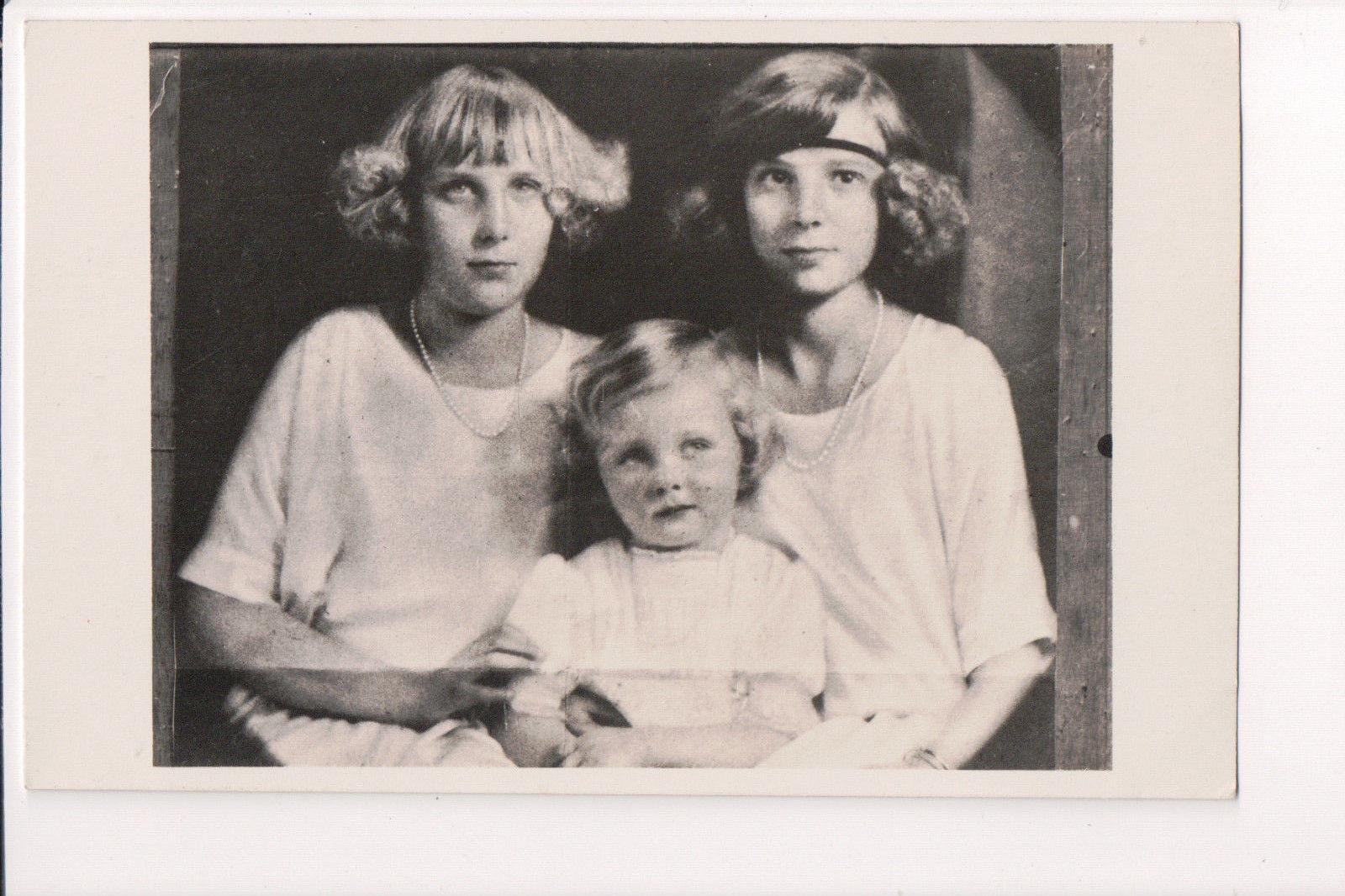
Iris (ao centro) com as primas maternas, as infantas Maria Cristina (à esquerda) e Beatriz da Espanha (à direita)

Iris Victoria Beatrice Grace Mountbatten nasceu no Palácio de Kensington, Londres, em 13 de janeiro de 1920, como filha única de Alexander Mountbatten, 1.º Marquês de Carisbrooke, o primogênito da princesa Beatriz do Reino Unido e do príncipe Henrique de Battenberg.
Iris era bisneta materna da Vitória do Reino Unido, sendo aparentada com boa parte das família reais da Europa. Sua tia materna, Vitória Eugênia de Battenberg, era rainha consorte de Afonso XIII da Espanha.
Em 12 de maio de 1937, na coroação do rei Jorge VI e da rainha Isabel, Iris foi uma das seis damas carregadoras do manto da consorte de seu primo.
Ela compareceu a uma variedade de eventos reais e aristocráticos em sua juventude, sendo uma celébre debutante e muito fotografada. Durante a Segunda Guerra Mundial, ela trabalhou como auxiliar de enfermagem, mudando-se mais tarde para os Estados Unidos , onde trabalhou como professora de dança. Ela se tornou atriz e modelo, aparecendo como apresentadora de um programa infantil de televisão ao vivo Versatile Varieties, da CBS, em 1951, que chegou a contar com a presença das atrizes Eva Marie Saint e Edie Adams. Iris também foi garota propaganda dos produtos de beleza da marca inglesa Pond's Creams e das gomas de mascar da empresa norte-americana Warrens Mint Cocktail Gum.

## Casamento
Iris foi casada três vezes. Em 29 de janeiro de 1941, Lady Iris recebeu a permissão real do rei Jorge VI para se casar com o capitão (mais tarde major) Hamilton Joseph Keyes O'Malley (após um noivado formalmente anunciado no The Times em 18 de janeiro de 1941). Eles se casaram em 15 de fevereiro de 1941 (em particular, para satisfazer a fé do noivo) na Igreja Católica Romana de St. Paul, Haywards Heath, West Sussex, mas depois se casaram nos ritos da Igreja da Inglaterra na Paróquia de St. Mary's CE em Balcombe, West Sussex. Eles se divorciaram em 24 de setembro de 1946. Iris voltou formalmente ao seu nome de solteira, Mountbatten, por escritura pública datada de 7 de janeiro de 1949. Eles não tiveram filhos.[carece de fontes?]
Em 5 de maio de 1957, em Pound Ridge, Nova Iorque, ela se casou com Michael Neely Bryan, filho de James R. Bryan e Laura A. Neely, um músico de jazz norte-americano. Eles se divorciaram meses depois, em 1957. Iris, de seu segundo casamento, teve um filho, Robin Alexander Bryan (nascido no Hospital Mount Sinai, Manhattan, Nova York, em 20 de dezembro de 1957), que tem três filhos biológicos de três mulheres diferentes.[carece de fontes?]
Em 11 de dezembro de 1965, ela se casou com William Alexander Kemp, filho de Clarence Arthur Kemp e Helen Janet Ballantyne, um ator e locutor canadense. Eles não tiveram filhos.

## Morte
Iris morreu em 1 de setembro de 1982 no Wellesley Hospital, em Toronto, Canadá, de um tumor cerebral. Seu funeral foi realizado em St. Paul's, Bloor Street, em Toronto.